# Nasipit, Agusan del Norte
8°57′0″B 125°32′0″Đ / 8,95°B 125,53333°Đ
Đô thị Nasipit (Cebuano: Lungsod sa Nasipit; Filipino: Bayan ng Nasipit) là đô thị hạng 3 ở tỉnh Agusan del Norte, Philippines.

## Các khu phố (barangay)
Nasipit được chia thành 19 barangay. 
| - Aclan - Amontay - Ata-atahon - Camagong - Cubi-cubi - Culit - Jaguimitan - Kinabjangan - Barangay 1 - Apagan (Pob.) - Barangay 2 - Apagan (Pob.) | - Barangay 3 (Pob.) - Barangay 4 (Pob.) - Barangay 5 (Pob.) - Barangay 6 (Pob.) - Barangay 7 (Pob.) - Punta - Santa Ana - Talisay - Triangulo |

## Dân số
Dữ liệu dựa vào điều tra của Văn phòng Thống kê Quốc gia 2007.
| Barangay             | Population |
| -------------------- | ---------- |
| Aclan                | 2,053      |
| Amontay              | 1,806      |
| Ata-Atahon           | 1,443      |
| Camagong             | 4,235      |
| Cubi-Cubi            | 1,191      |
| Culit                | 2,671      |
| Jaguimitan           | 1,027      |
| Kinabjangan          | 3,272      |
| Barangay 1 Poblacion | 1,180      |